# Marcus Kristoffersson
Marcus Kristoffersson (Svédország, Östersund, 1979. január 22. –) svéd jégkorongozó.

## Karrier
Komolyabb junior karrierjét a Brunflo IK-ben kezdte 1993–1994-ben és 1995-ig játszott ebben a csapatban. 1995–1998 között a Mora IK csapatának junior tagozatában jégkorongozott. Az 1997-es NHL-drafton a Dallas Stars választotta ki az ötödik kör 105. helyén. 1998–1999-ben bemutatkozott a svéd elsőosztályban a HV 71 csapatában. Képviselte hazáját az 1999-es junior világbajnokságon. Az 1999–2000-es szezonban még játszott a juniorok között de szerepelt a svéd bajnokságban is majd átkerült a finn ligába a Blues Espooba. 2000-ben a finn Ässät Poriba igazolt és kilenc mérkőzés visszajött a svéd Djurgårdens IF-be. 2001–2003 között átkerült a tengeren túlra az AHL-be a Utah Grizzliesbe. Két év után ismét visszatért hazájába a Djurgårdens IF csapatába. 2004–2005-ben lekerült nyolc mérkőzésre a Skellefteå AIK-ba. A következő szezonban ismét a Djurgårdens IF-ben játszott. 2006–2008 között megint a Skellefteå AIK-ban szerepelt. 2008–2009-ben játszott a Malmö IF Redhawksban, a Djurgårdens IF és még az olasz SG Cortinában. 2009–2010-ben a svéd másodosztályban, az Orebro HK-ban játszott.

## Külső hivatkozások
- Statisztika
- Statisztika